# Aéroport international Lokpriya-Gopinath-Bordoloi
L'aéroport international Lokpriya Gopinath Bordoloi (code IATA : GAU • code OACI : VEGT), aussi appelé Aéroport international de Guwāhāti et anciennement Aéroport de Borjhar, est un aéroport international du Nord-Est de l'Inde, situé à Borjhar et desservant la ville de Guwahati, dans l'Assam. Il porte le nom de Gopinath Bordoloi, militant pour l'indépendance de l'Inde et premier Chef Ministre de l'Assam après l'Indépendance. L'Aéroport est géré par l'Airports Authority of India et sert également de base aérienne de la Force aérienne indienne.

## Spécificités de l'aéroport
- Hauteur du terminal : 49 mètres
- Capacité d'accueil du terminal
  - Intérieur : 500 personnes
  - International : 125
- Portes d'embarquement
  - International : 1
  - Intérieur : 6
- Surface du terminal : 8 655 m2
- Comptoirs d'enregistrement : 4

L'aéroport de Guwahati est une plate-forme aérienne pour les vols intérieurs du Nord-Est de l'Inde. Des liaisons en hélicoptère sont effectués vers Shillong, Tura, Naharlagun (Itanagar) et Tawang par Pawan Hans.

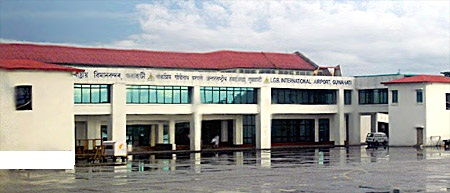
Terminal de l'aéroport.

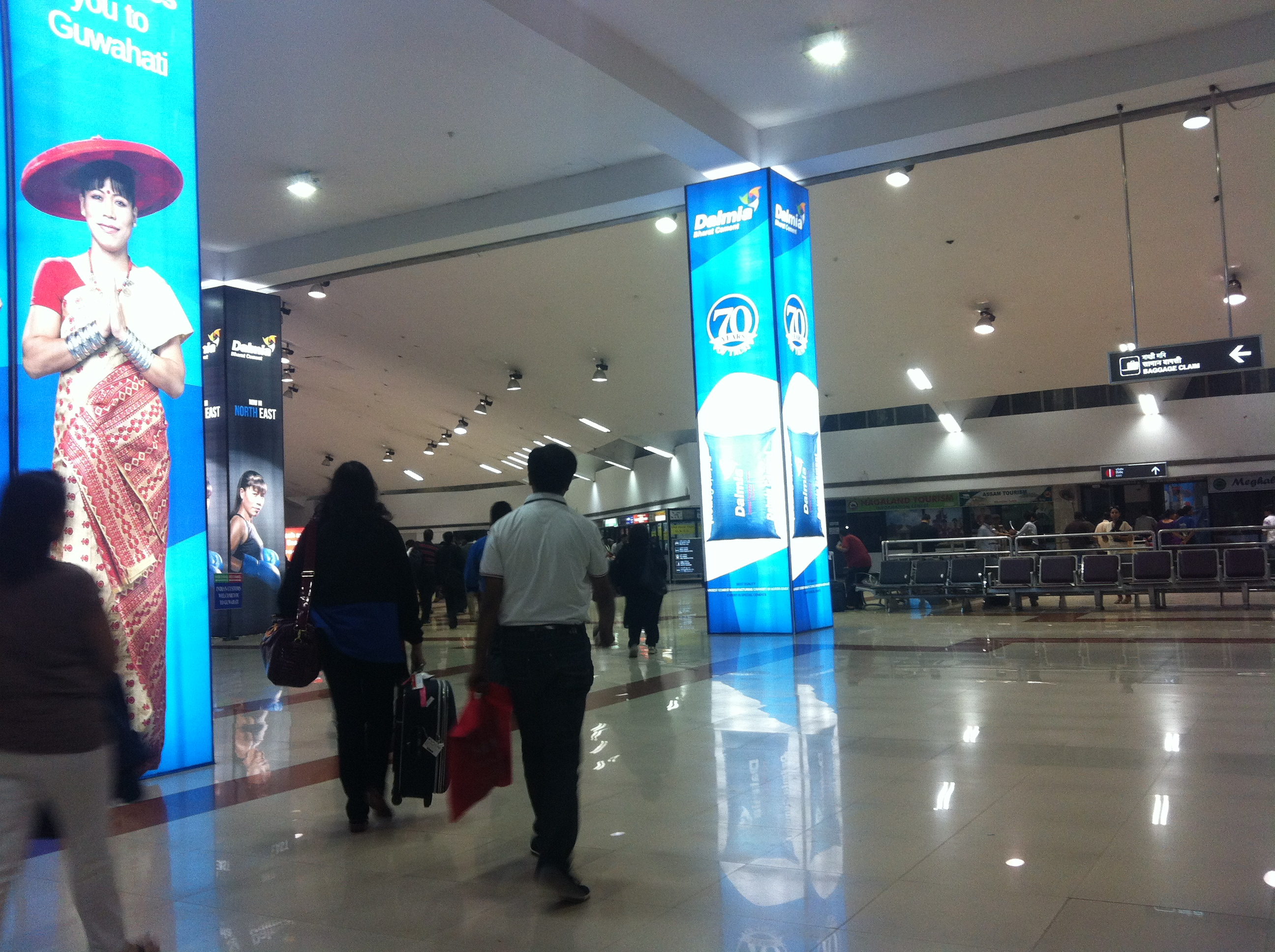
Vue de l'intérieur.

## Situation
| \| 300 km1:23 714 000 \| Delhi Bombay Madras Bangalore Calcutta Hyderabad Cochin Ahmedabad Goa Pune Thiruvananthapuram Calicut Lucknow Guwahati Srinagar Jaipur Bhubaneswar Coimbatore Nagpur Indore Mangalore Visakhapatnam Patna Amritsar Chandigarh Tiruchirappalli Jammu Raipur Bénarès Agartala Port Blair Vadodara Imphal Bagdogra Madurai Bhopal Ranchi Aurangabad Udaipur Leh Tirupati Rajkot Jodhpur Dehradun Dibrugarh Silchar Gaya Cannanore Vijayawada Surate Durgapur Jamnagar Belagavi Hubli-Dharwad Khajurâho Nanded Aizawl Dimapur Agra Bathinda |
| 300 km1:23 714 000 |

## Statistiques
Pour des raisons techniques, il est temporairement impossible d'afficher le graphique qui aurait dû être présenté ici.

Voir la requête brute et les sources sur Wikidata.

## Compagnies aériennes et destinations

### Passagers
| Compagnies    | Destinations | Refs.                 |
| ------------- | --- | --------------------- |
| AirAsia India | Bangalore-Kempegowda, Delhi-Indira Gandhi, Imphāl, Calcutta-N. S. C. Bose | [ 1 ]                 |
| Air India     | Aizawl, Bangalore-Kempegowda, Delhi-Indira Gandhi, Imphāl, Calcutta-N. S. C. Bose | [citation nécessaire] |
| Alliance Air  | Dimapur, Calcutta-N. S. C. Bose, Lilabari (en), Pasighat (en), Tezpur | [citation nécessaire] |
| Druk Air      | Bangkok-Suvarnabhumi, Paro, Singapour-Changi | [citation nécessaire] |
| GoAir         | Bagdogra, Delhi-Indira Gandhi, Calcutta-N. S. C. Bose | [citation nécessaire] |
| IndiGo        | Agartala, Amritsar-Guru-Ram-Das, Bagdogra, Bangalore-Kempegowda, Bhubaneswar-Biju Patnaik, Madras (Chennai), Delhi-Indira Gandhi, Dibrugarh, Hyderabad-R. Gandhi, Imphāl, Jaipur, Cochin, Calcutta-N. S. C. Bose, Lilabari (en), Bombay-Chhatrapati-Shivaji, Varanasi (Bénarès)-Lal Bahadur Shastri | [ 2 ]                 |
| Nok Air       | Bangkok-Don Muang | [ 3 ]                 |
| SpiceJet      | Ahmedabad-Sardar-Vallabhbhai-Patel, Bangkok-Suvarnabhumi, Bangalore-Kempegowda, Madras (Chennai), Delhi-Indira Gandhi, Dacca-Shah Jalal, Dibrugarh, Hyderabad-R. Gandhi, Jaipur, Calcutta-N. S. C. Bose, Lilabari (en), Pakyong (en), Patna, Silchar                                                | [ 4 ]                 |

Édité le 19/04/2019

### Cargo
| Compagnies         | Destinations |
| ------------------ | ------------ |
| Blue Dart Aviation | Calcutta     |